# Franz-Benno Delonge
Franz-Benno Delonge (* 13. Mai 1957 in München; † 2. September 2007 ebenda) war ein deutscher Spieledesigner und Autor aus München. Sein Vater war der Rechtsanwalt und Kommunalpolitiker Franz Josef Delonge.

## Leben
Hauptberuflich war Franz-Benno Delonge Richter am OLG München. 1999 brachte er mit Big City sein erstes Spiel heraus. Bereits 2002 gelang ihm mit dem Zugspiel Trans America der Sprung auf die Nominierungsliste zum Spiel des Jahres. Dos Rios schaffte es 2004 dann auf die Empfehlungsliste.
Im Jahr 1996 erschien von Delonge außerdem das Buch Deutsch für Schaumschläger. Die zweite Auflage im Jahre 2000 trägt den Titel Rückhaltlose Aufklärung – Politiker-Deutsch für Anfänger (ISBN 978-3-8218-3573-0).
Am 2. September 2007 verstarb Franz-Benno Delonge im Alter von 50 Jahren an einem Krebsleiden.

## Spiele
- 1999 Big City
- 2001 Iron Road
- 2002 Zahltag
- 2002 Trans America (nominiert für das Spiel des Jahres 2002; Spiel der Spiele: Spiele Hit für Familien 2002; Deutscher Spiele Preis 2. Platz 2002)
- 2002 Hellas
- 2004 Dos Rios (Spiel des Jahres – Empfehlungsliste 2004)
- 2004 Goldbräu
- 2004 Nah dran!
- 2005 Fjorde (International Gamers Award Two Player Nominees 2005)
- 2005 Manila (Deutscher Spiele Preis 3. Platz 2005)
- 2005 Trans Europa (Spiel der Spiele 2005)
- 2006 Kunstmarkt
- 2007 Zanzibar
- 2007 Container